# Arcispedale di Santo Spirito
El Arcispedale di Santo Spirito o Antiguo Hospital del Espíritu Santo es un antiguo hospital (ahora un centro de convenciones) en Roma, Italia. El complejo está ubicado en rione Borgo, al este de la Ciudad del Vaticano y cerca del moderno Ospedale di Santo Spirito. El hospital fue fundado en el sitio de la antigua Schola Saxonum.
Parte del complejo alberga el Museo Storico Nazionale dell'Arte Sanitaria.

## Historia

### De la Schola de los sajones a la fundación del hospital
El primer edificio construido en el sitio fue la Schola Saxonum (o Saxorum; «Escuela Sajona») construida por el rey Ine de Wessex (689-726) a principios del siglo VIII. Fue diseñado para recibir y atender al gran número de peregrinos anglosajones que visitaban Roma, especialmente sus numerosos lugares sagrados, como la Tumba de San Pedro. Beda escribió que «nobles y plebeyos, hombres y mujeres, guerreros y artesanos, vinieron de Britannia». Esta forma de peregrinaje duró siglos; en un momento en que Roma era muy famosa, se sabe que al menos diez soberanos de la región vinieron «ad limina Apostolorum»ː el primero fue Cædwalla, rey de Wessex (685-688). Después de la fundación de Schola, todo el barrio adquirió un carácter más exótico y extranjero, lo que le valió el nombre de «ciudad de los sajones»; incluso hoy, la margen derecha del Tíber se conoce como «Borgo», que significa «aldea» en italiano.
Al comienzo de la pontificado de León IV (847-855), un gran incendio —retratado por Rafael en el fresco «El incendio del Borgo»— devastó el barrio de los sajones y también dañado los Scholae de los frisios, lombardos y de los francos; incluso la Basílica de San Pedro se vio afectada. Un incendio de esta proporción se consideró deliberado y la culpa recayó en los sarracenos, que habían logrado llegar a Roma navegand por el Tíber. El papa León IV intentó reconstruir la Schola de los sajones.
Siguió un período de gran prosperidad, pero debido a eventos históricos como la invasión normanda de Inglaterra en 1066 y el comienzo de las cruzadas, que permitió a muchos de los peregrinos ir a otros destinos, la institución declinó y comenzó a existir solo de nombre. 
Guido de Montpellier fue un caballero templario nacido en la familia de los condes de Guilherme en Montpellier que construyó un hospital en su ciudad natal en un área ahora conocida como Pyla-Saint-Gely y fundó una orden regular de frailes hospitalarios (1170) dedicada a la asistencia de los niños enfermos, abandonados y cualquier persona que necesite ayuda y cuidados. Documentos de los años 1180 y 1190 demuestran que el Hospital de Montpellier ya era muy importante en ese momento, al igual que la Orden de los Hospitalarios. Estos documentos revelan la existencia de seis casas del Espíritu Santo en toda Francia, todas siguiendo el modelo de Montpellier. El futuro papa Inocencio III, durante su estancia en Francia, tuvo la oportunidad de conocer la institución y comentó: «Aquí se alimenta a los hambrientos, se visten a los pobres, se alimenta a los niños huérfanos, se atiende a los enfermos y se les da todo tipo de consuelo a los pobres, el maestro y los frailes del Espíritu Santo no deben ser llamados ejércitos de pobres, sino sus servidores, y son los verdaderos pobres, porque comparten caritativamente las necesidades de los necesitados».
Tan pronto como alcanzó el trono papal en 1198, Inocencio III alabó públicamente las Casas del Espíritu Santo: «A través de información fidedigna, sabemos que el Hospital del Espíritu Santo, fundado en Montpellier por nuestro querido hijo, Fray Guido, brilla en lo alto todos los demás hospitales en cuanto a religión y en la práctica de la mayor caridad hospitalaria, como pueden atestiguar todos los que pudieron experimentarlo». 181 Inocencio III le tenía tanto cariño a Guido que lo nombró comisionado contra los herejes en Francia.
Con la bula «Religiosam vitam», de 1198, se confirmó la fundación de la Orden de los Hospitalarios y pone la orden bajo su protección, junto con todas las casas ya existentes en Francia y las que se estaban fundando en Roma, como Santa Maria in Trastevere y Sant'Agata en la Via Aurelia. A los obispos franceses, Inocencio proclamó a Guido como un «hombre temeroso de Dios y dedicado a las buenas obras». Para proteger y mantener a los niños huérfanos, Inocencio III también fundó una nueva institución, la famosa «Rueda de los bebés» (en italiano: ruota degli esposti), donde quedaron niños abandonados. Poco después, Reginado, obispo de Chartres, ofreció el hospital —que entonces se llamaba Santa María en Sassia— una prebenda en su iglesia. En 1201, el mismo papa entregó una iglesia, Santa María en Sassia, y sus ganancias al hospital de Santa Maria. Esta donación sancionó el nacimiento del Hospital Romano del Espíritu Santo en Sassia. En los primeros años de su existencia, la nueva estructura era solo un pasillo rectangular iluminado por pequeñas ventanas, con capacidad para 300 pacientes y 600 indigentes.
A partir de entonces, el hospital recibió numerosas donaciones, como las del rey Juan I de Inglaterra, quien concedió «la donación de la Iglesia de Wirtel y sus ganancias como dote para el Hospital». En enero de 1208, Inocencio otorgó al nuevo hospital el privilegio de ser una «Estación Sagrada» el domingo siguiente a la octava epifanía, aumentando su visibilidad entre los fieles. La celebración estuvo acompañada de una procesión y una ceremonia solemne, tras la cual el papa donó tres dinares a los miembros del hospital y a mil pobres. Este fue un evento muy importante, que llenó el instituto en ascenso. El papa pronunció un importante sermón, que comenzó con palabras extraídas del Evangelio de Juan: «Al tercer día se celebró una boda en Caná de Galilea. La madre de Jesús estaba allí y Jesús y sus discípulos también fueron invitados a la boda [...]».
El hospital romano fue ampliado por muchos papas y, siglo tras siglo, el complejo creció en grandeza y esplendor, lo que llevó al papa Pío VI a proclamarlo «el trono de la caridad católica».

### Otras unidades
A finales del siglo XII, había otro hospital en funcionamiento en Roma, fundado cerca de la iglesia de Sant'Agata en Via Aurelia. Otro hospital de la misma orden fue fundado cerca de la iglesia de San Biagio en Orte. A finales del siglo XIII, ya había más de 100 hospitales en Santo Spirito, la mayoría en Lazio, pero también en Umbría, Abruzzo, Marcas, Toscana y el Reino de Nápoles. Los más famosos, además de la casa madre en Roma, fueron los de Florencia, Milán, Foligno, Pozzuoli y Viterbo.

### Sixto IV
En 1471, el hospital sufrió graves daños en un incendio. El papa Sixto IV (1471-1484), que visitó el lugar poco después de su elección, describió la situación: «Los muros derrumbados, los edificios estrechos y oscuros sin aire y sin comodidades dan la impresión de un lugar destinado al cautiverio más bien que la recuperación de la salud». Por eso determinó la reconstrucción inmediata del edificio con el objetivo de inaugurarlo con motivo del Jubileo de 1475, lo que actuó como un verdadero renacimiento de la institución, que desde entonces se convirtió en un importante centro de investigación científica. Entre los médicos que trabajaron allí se encontraron Giovanni Tiracorda, el médico personal del papa Clemente X y los doctores Lancisi y Baglivi, responsables de importantes proyectos en ese momento. Además, en Antica Spezieria («Especias antiguas»), se probó por primera vez el uso de corteza de quinquina en el tratamiento de la malaria.
En el ámbito religioso, el hospital también contó con la presencia de importantes figuras, como san Felipe Neri y san Camilo de Lelis. Finalmente, también fue muy importante el «anfiteatro anatómico» del complejo, que atrajo a artistas como Miguel Ángel, Leonardo da Vinci y Sandro Botticelli, quienes reprodujeron la fachada del hospital en el fondo del fresco «Jesús curando al leproso» en la Capilla Sixtina.